# Linopteropsis
Linopteropsis is een kevergeslacht uit de familie van de boktorren (Cerambycidae). De wetenschappelijke naam van het geslacht werd voor het eerst geldig gepubliceerd in 1958 door Breuning & Villiers.

## Soorten
Linopteropsis is monotypisch en omvat slechts de volgende soort:
- Linopteropsis sparsepunctatus Breuning & Villiers, 1958